# Pethes Iván
Pethes Iván (Budapest, 1924. augusztus 4. – Budapest, 1980. január 20.) magyar zeneíró, tánctörténész, könyvtártudományi kutató.

## Életpályája
A Bartók Béla Szakiskola fagott szakának diákja volt. Weiner Leótól zeneszerzést tanult, az Eötvös Loránd Tudományegyetemen könyvtárosi diplomát szerzett. 1945 után a Magyar Rádióhoz került. 1947-ig zenekari fagottjátékosként, majd 1951-ig forgatóként, később technikai szerkesztőként dolgozott. 1957-ig a Magyar Tudományos Akadémia és a Népművelési Intézet munkatársa volt; tánctörténeti kutatással foglalkozott. 1957-ben újjászervezte a Bartók Béla Zeneművészeti Szakiskola könyv- és kottatárát. 1960-ban az Országos Széchényi Könyvtár módszertani osztályának vezetője lett. Miután már régebben munkatársa volt a Magyar Könyvtárosok Egyesületének, 1963-ban az Association Internationale des Bibliothéques Musicales tagjává választották. 1970-ben a Magyar Könyvtárosok Egyesületében a zenei szekció vezetését is elvállalta. Élete utolsó éveiben pályát változtatott: az Országos Vezetőképző Intézetben tevékenykedett.
Sírja a Farkasréti temetőben található (Hv14(114)-1-28).

## Művei
- Magyar tánctörténeti áttekintés (A honfoglalástól a felvilágosodásig, Budapest, 1959)
- A Flexible Classification System of Music and Literature on Music (Kaposi Edittel, Budapest, 1967)
- Magyar könyvészet 1945-1960 (Budapest, 1967)
- A fonotéka. Hangstúdiók szervezése a könyvtárakban (Budapest, 1970).